# Volkwin von Naumburg zu Winterstätten
Volkwin von Naumburg zu Winterstätten (ook Wolquin, Folkvin, Volkewîn, Wolguinus, Wolgulin; - 22 september 1236) was van 1209 tot 1236 Herrenmeister (letterlijk "legermeester", vergelijkbaar met de titel van Grootmeester) van de Orde van de Zwaardbroeders.
Volkwin was waarschijnlijk uit Naumburg aan de Saale afkomstig. Hij was de opvolger van Vinno van Rohrbach, die van 1207 tot 1209 eerste Herrenmeister van de Orde van de Zwaardbroeders (Latijn Fratres miliciae Christi de Livonia) was. Volkwin was zelf een vertrouweling van de bisschop van Riga, Albert van Buxthoeven (ca. 1165–1229). Hij leidde de Baltische Kruistochten van de Orde tegen de volkeren van het Balticum, waardoor het christendom daar zou worden ingevoerd en het land voor de Orde veroverd.
Volkwin viel in 1236 in de Slag bij Saule in de strijd tegen de Samogitiërs. De Slag was een zware nederlaag voor de Orde van de Zwaardbroeders. Een jaar later ging de Orde van de Zwaardbroeders in de Duitse Orde op. De plaats van de Slag is niet precies bekend. Historici vermoeden dat het ofwel in de buurt van het Litouwse Šiauliai (Duits: Schaulen) ofwel bij Vecsaule (betekent zoveel als Oud-Schaulen) in het zuidwesten van Letland was.